# 木津インターチェンジ (京都府)
木津インターチェンジ（きづインターチェンジ）は、京都府木津川市市坂にある京奈和自動車道（京奈道路・大和北道路）のインターチェンジである。

## 概要
京都府内のインターチェンジでは最南端に位置し、京奈道路の終点である。京奈和自動車道はこの先も事業化されていて、建設中の箇所もあるが、遺跡出土の問題もある。

## 歴史
- 2000年（平成12年）4月16日：山田川IC - 木津IC間開通に伴い、供用開始[1]。
- 2008年（平成20年）3月31日：ETCレーンの運用開始[2]。

## 周辺
- 平城山駅（JR西日本・大和路線）
- ガーデンモール木津川
- 関西文化学術研究都市
  - 木津地区
  - 平城・相楽地区

## 接続する道路
- 直接接続
  - 国道24号（奈良バイパス）

## 料金所
入口・出口とも、山田川IC - 当インターチェンジ間の料金を収受する。山田川ICから北の区間は別料金となる。
2013年4月30日現在の基本的なレーン運用は次のとおり。設備点検時や交通状況等によっては変更される場合がある。
- レーン数：8

### 入口
- レーン数：4
  - ETC専用：1
  - 一般：1
  - 一般（精算機）：1
  - 閉鎖：1

### 出口
- レーン数：4
  - ETC専用：1
  - 一般：1
  - 一般（精算機）：1
  - 閉鎖：1

## 隣
E24 京奈和自動車道（京奈道路・大和北道路）
(6)山田川IC - (7)木津IC - 奈良北IC（仮称・事業中）